# Maria Domenica Michelotti
Maria Domenica Michelotti, född 8 oktober 1952, är en sanmarinsk politiker som har varit landets statschef tillsammans med Gian Marco Marcucci år 2000.
Innan politiken arbetade Michelotti som universitetslektor vid Republiken San Marinos universitet. Hon är änka och har två döttrar..